# Краківська політехніка імені Тадеуша Костюшка

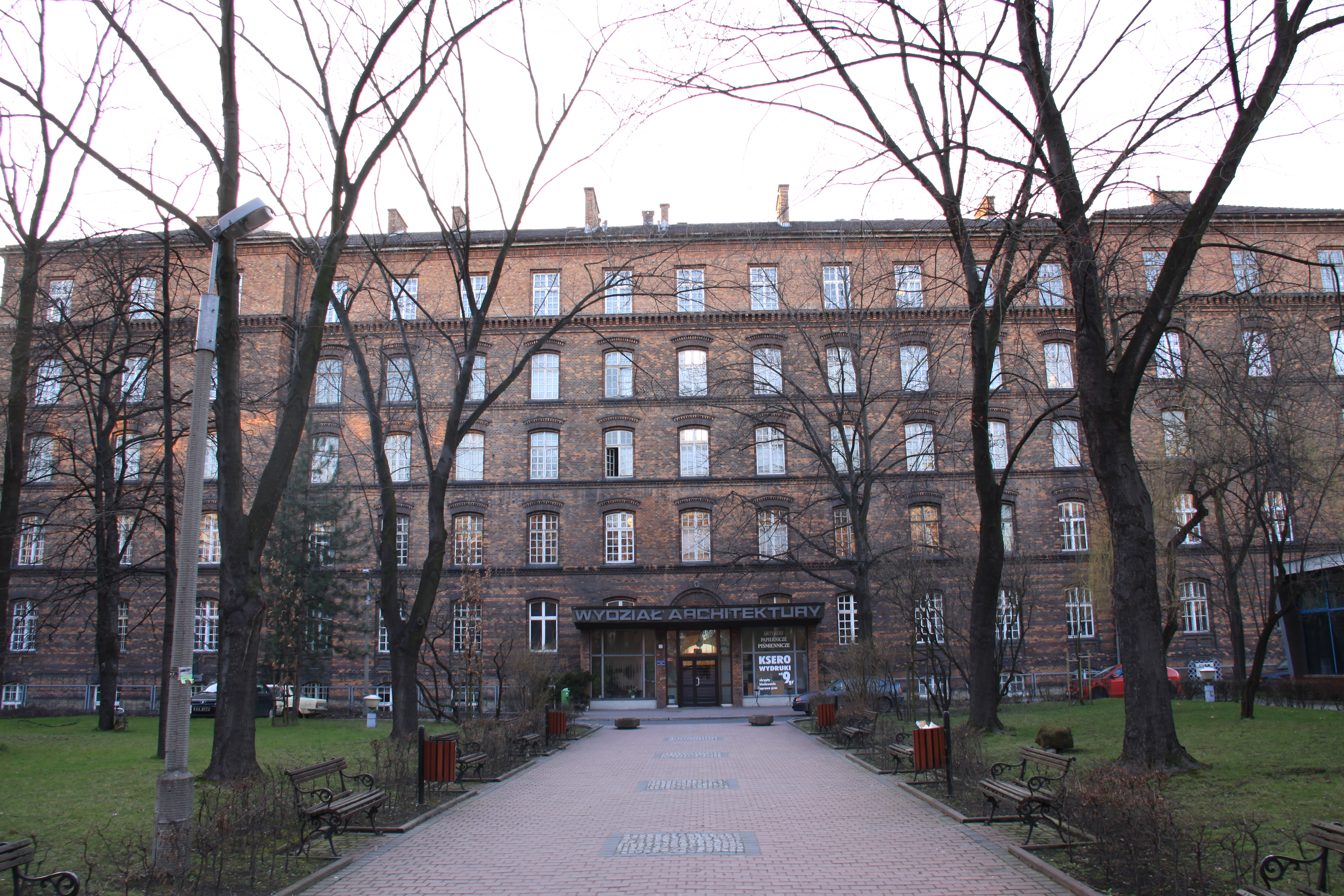
Факультет архітектури

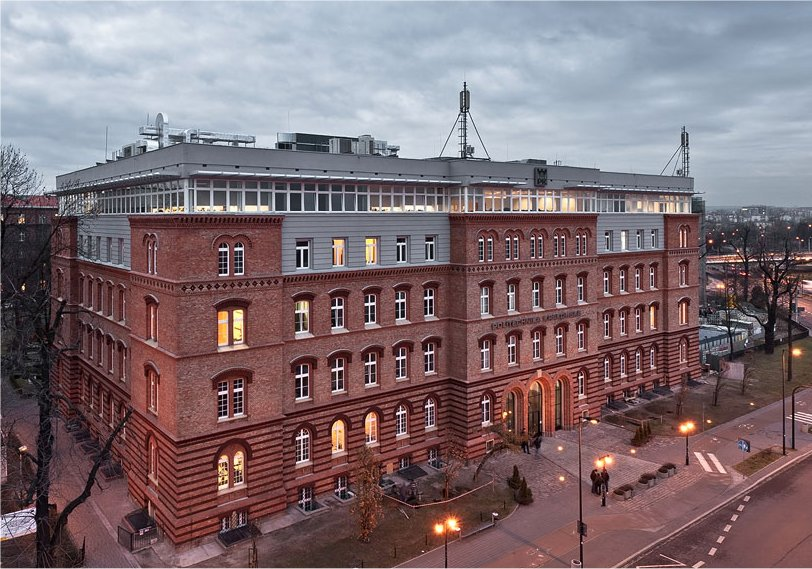
Факультет цивільного будівництва

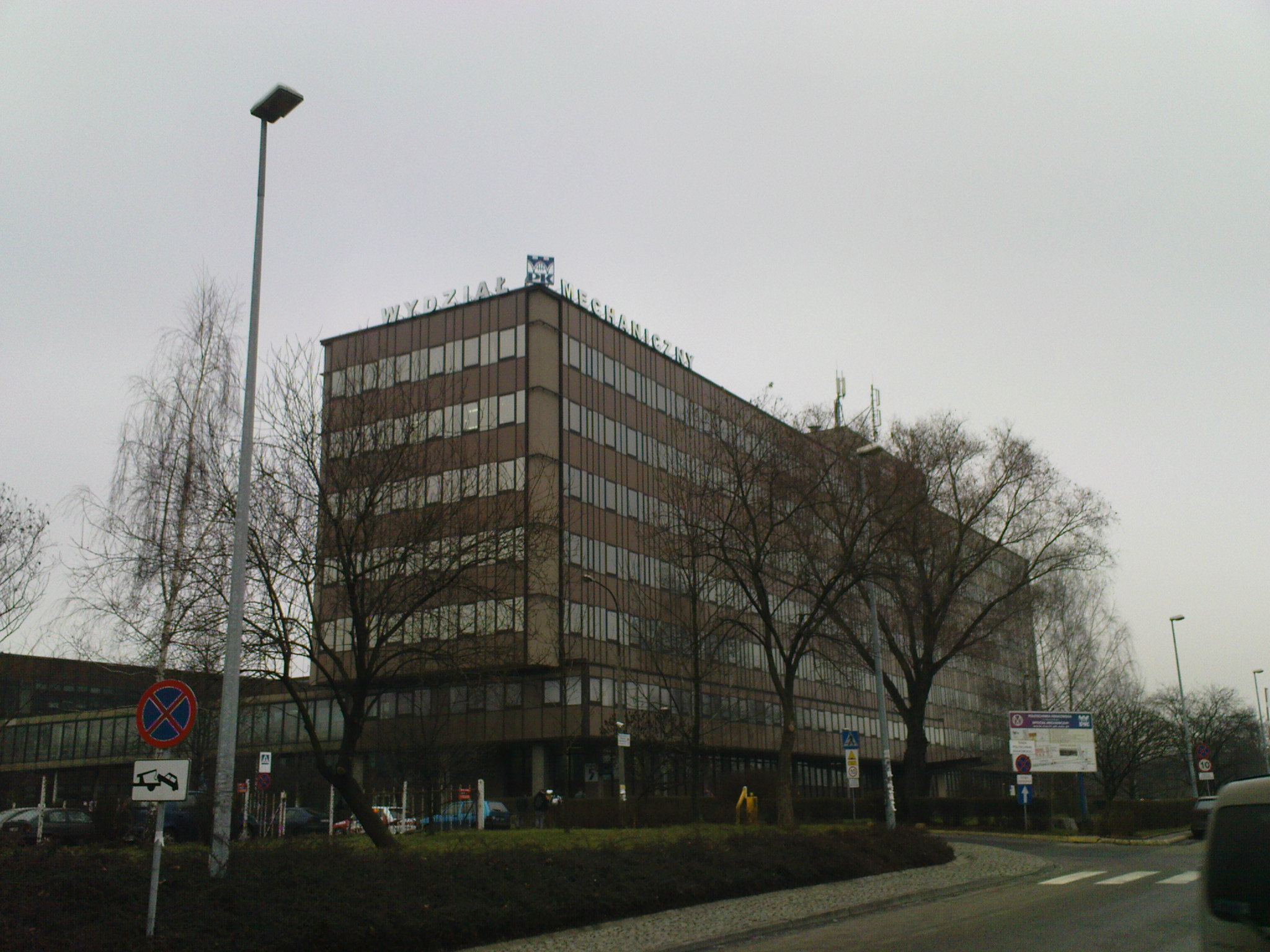
Факультет механіки

Краківська політехніка імені Тадеуша Костюшка (пол. Politechnika Krakowska im. Tadeusza Kościuszki) — технічний заклад вищої освіти у польському Кракові, заснований у 1945 році.

## Історія
У 1945 році Міністр освіти Польщі дав розпорядження організувати політехнічні факультети Гірничої академії в Кракові. Вони мали адміністративну і бюджетну автономію, а також власний сенат.
19 листопада 1946 року державні органи видали указ про створення в Гірничій академії факультетів архітектури, інженерії та зв'язку. Акт мав зворотну дію з 1 квітня 1945 року, внаслідок чого саме ця дата є офіційною датою створення Краківської політехніки. У 1947 році штаби відділень були перенесені до будівель, адаптованих для освітніх цілей. Навчальний заклад отримав повну незалежність 7 липня 1954 року, коли було прийнято Постанову № 409 Ради Міністрів щодо створення Краківської політехніки. 30 вересня 1976 року їй присвоєно ім'я Тадеуша Костюшка.
Майже з самого початку свого існування Краківська політехніка запровадила широку програму досліджень у співпраці з промисловістю. До початку 1970-х років три з чотирьох факультетів отримали повну академічну кваліфікацію для здобуття докторських ступенів. У 1966 році було створено п'ятий хімічний факультет. У 1975 році створено факультет транспорту. У 1999 році до структури політехніки ввійшов факультет фізики, математики та інформатики.
У 2018 році Краківська політехніка ввійшла до світового рейтингу кращих закладів вищої освіти з окремих дисциплін — Академічний рейтинг університетів світу (ARWU). Краківська політехніка віднесена до категорії «інженерна» в досягненнях з наукової дисципліни «Хімічна інженерія».

## Факультети
До складу університету входить вісім факультетів:
- Факультет архітектури (Wydział Architektury Politechniki Krakowskiej)
- Факультет інформатики та телекомунікацій (Wydział Informatyki i Telekomunikacji Politechniki Krakowskiej)
- Факультет електричної та комп'ютерної інженерії (Wydział Inżynierii Elektrycznej i Komputerowej Politechniki Krakowskiej)
- Факультет цивільного будівництва (Wydział Inżynierii Lądowej Politechniki Krakowskiej)
- Факультет фізики та матеріалознавства (Wydział Inżynierii Materiałowej i Fizyki Politechniki Krakowskiej)
- Факультет енергетики та захисту довкілля (Wydział Inżynierii Środowiska i Energetyki Politechniki Krakowskiej)
- Факультет хімічної інженерії і технологій (Wydział Inżynierii i Technologii Chemicznej Politechniki Krakowskiej)
- Факультет механіки (Wydział Mechaniczny Politechniki Krakowskiej).

## Міжфакультетські структурні підрозділи
- Бізнес-інкубатор
- Наукова бібліотека
- Центр досліджень та розробок промислового обладнання «CEBEA»
- Центр педагогіки та психології
- Центр спорту та відпочинку
- Центр навчання та організації систем якості
- Центр технологій
- Малопольський центр енергоощадного будівництва
- Міжнародний освітній центр
- Музей Краківської політехніки
- Студія практичного мовознавства
- Експериментальний завод «CEBEA».

## Ректори
Перелік ректорів з часу заснування:
| Термін повноважень | Ректор                  |
| ------------------ | ----------------------- |
| 1945–1948          | Ізидор Стелла-Савицький |
| 1948–1956          | Людомир Слендзинський   |
| 1956–1965          | Броніслав Копицінський  |
| 1965–1968          | Казімеж Сокальський     |
| 1968               | Ян Качмарек             |
| 1968–1972          | Ян Вонторський          |
| 1972–1975          | Владислав Мушинський    |
| 1975–1981          | Болеслав Кордас         |
| 1981–1982          | Роман Цесельський       |
| 1982–1987          | Тадеуш Шродульський     |
| 1987–1990          | Владислав Мушинський    |
| 1990–1996          | Юзеф Нізьол             |
| 1996–2002          | Казімеж Фляга           |
| 2002–2005          | Марчін Хжановський      |
| 2005–2008          | Юзеф Гавлік             |
| 2008–2016          | Казімеж Фуртак          |
| з 2016             | Ян Казьор               |